# 加茲溫省
加茲溫省（羅馬化：Ostān-e Qazvīn，IPA：[ɢæzˈviːn] ⓘ）是伊朗三十一個省份之一。面積15,491平方公里，在所有省份中排行第28。人口約1,166,861（2005年數據）；首府位於加茲溫市。

## 地理位置
加茲溫省位於伊朗西北部；東面與馬贊德蘭省及德黑蘭省為鄰，南面與中央省接壤，西面與贊詹省及哈馬丹省交界，北面與吉蘭省相連。境內多高山，冬天氣候寒冷，有雪；夏天氣候溫和。

## 歷史
由於鄰近德黑蘭的關係，加茲溫一直被視為重要軍事據點。它曾在成吉思汗入侵期間被毀，但在薩非王朝時重建，並在1548年至1598年成為首都。1996年，加茲溫地區從贊詹省獨立出來成為新的省份。

## 行政劃分
加茲溫省下設4县；其波斯語名稱及英語譯名分別如下：
| 波斯語            | 英語譯音          | 漢語譯音   |
| ----------------- | ----------------- | ---------- |
| شهرستان آبیک      | Abyek County      | 阿卜耶克县 |
| شهرستان بوئین‌زهرا | Buin-Zahra County |            |
| شهرستان تاکستان   | Takestan County   | 塔凱斯坦縣 |
| شهرستان قزوین     | Qazvin County     | 加茲溫縣   |